# Cui Yongxi
Cui Yongxi (崔永熙S, Cuī YǒngxīP; Yulin, 28 maggio 2003) è un cestista cinese.

## Carriera

### Nazionale
Nel 2023 ha disputato, con la nazionale cinese, i Campionati mondiali.